# Minera San Cristóbal
Minera San Cristóbal S.A. (MSC) es una empresa minera de Bolivia, que se centra en la producción de concentrados de zinc-plata y plomo-plata en la provincia de Nor Lípez en el departamento de Potosí al suroeste del país. La Minera San Cristóbal es una subsidiaria al 100% de la Sumitomo Corporation, uno de los principales grupos industriales de Japón. Es considerada como una de las más grandes del mundo en zinc, plomo y plata.

## Historia
En 1994, se constituyeron la Andean Silver Corporation Andean American Gold y su subsidiaria ASC Bolivia LDC con el fin de desarrollar proyectos mineros en América del Sur. A través de una alianza con MINTEC, una empresa consultora boliviana líder en el sector minero, se tuvo la opción de comprar concesiones de los grupos San Cristóbal y Toldos.
Las primeras actividades de perforación comenzaron en agosto de 1996 cuando se creó Apex_Silver_Mines con el fin de adquirir y desarrollar proyectos en minería de plata, zinc y plomo en el mundo entero.
En febrero de 2000, se creó Minera San Cristóbal S.A. (MSC) y ASC Bolivia LDC transfirió todas sus concesiones mineras en el distrito de San Cristóbal a MSC. La empresa lanzó un programa para construir y remodelar campamentos mineros, con inversiones importantes en maquinaria y equipo.
2001-2004. Debido a los bajos precios de los minerales en los mercados globales, junto con la ausencia de una solución para el suministro de energía, el trabajo que se inició en el año 2000 se detiene. Sin embargo, de acuerdo con su política de responsabilidad social corporativa, MSC, en colaboración con otras instituciones tales como la Corporación Andina de Fomento (CAF), continua fomentando los proyectos que benefician a las comunidades vecinas, incluyendo aquellas enfocadas en caminos, sistemas de agua potable, alcantarillado y desarrollo del turismo, entre otros.
2004-2006. Comienza la construcción de obras de infraestructura del proyecto, la construcción de la planta y preparación de la mina. En términos de tamaño, estas tareas son una importante contribución a la economía boliviana y una fuerza motriz para mejorar una de las regiones más pobres del país. Más de 40 contratistas participan en estos proyectos.
2005. El diseño final de la vía férrea se concluye. Se concede a MSC la licencia ambiental para el ferrocarril.
2006. La Corporación Sumitomo adquiere el 35% de las acciones de MSC del accionista mayoritario Apex Silver Mines Ltd.
2007. Concluye el trabajo de ingeniería, dando paso al inicio gradual de las operaciones mineras. La planta de tratamiento comienza a funcionar, mientras la empresa prueba equipos y sistemas. Se realizan las primeras exportaciones de concentrado.
2008. La operación alcanza los objetivos de diseño de producción. Algunas modificaciones de diseño fueron necesarias en el proceso de producción para mejorar la eficiencia y calidad de los concentrados.
2009. MSC produce al 100% de su capacidad de diseño. En marzo, MSC se convirtió en una subsidiaria de propiedad absoluta de Sumitomo Corporation.

## Inversión
El proyecto minero más importante de Bolivia tiene una inversión aproximada de 1.800 millones de dólares.  Estos recursos se emplearon en trabajos de exploración, estudio de factibilidad, estudios medioambientales, ingeniería del proyecto, preparación de la mina, construcción de la planta y de la infraestructura de apoyo, además del capital de operación.
En infraestructura, más de 200 kilómetros de caminos y puentes, y 65 kilómetros de ramal ferroviario permiten integrar las comunidades a la región, al departamento de Potosí y al país.
En servicios básicos Minera San Cristóbal realizó el tendido de 172 kilómetros de línea de transmisión de energía eléctrica, apoyó la elaboración de diseños y estudios para sistemas de captación y tratamiento de aguas, tendiendo conexiones de agua potable en diversas comunidades.

## Resumen

### Yacimientos Minerales
San Cristóbal ha sido una fuente reconocida para la producción de plata desde los años 1500.  Desde esa época, el área ha sido una de las fuentes de plata más abundantes en el hemisferio occidental.
El principal yacimiento consta de dos zonas mineralizadas, que se conocen como Jayula y Tesorera,  que se encuentran alojadas en la parte central de una cuenca sedimentaria volcánica con un diámetro de cuatro kilómetros (≈ 2,5 millas).  A tres kilómetros (≈ 1,86 millas) al suroeste de Tesorera se encuentra otro yacimiento: Ánimas.
Los principales minerales con un interés económico en estos yacimientos son esfalerita, galena y argentita, que corresponden a sulfuros de zinc, plomo y plata, respectivamente.

### Tipo de mineralización
El yacimiento de San Cristóbal es caracterizado por una mineralización que se presenta en vetas, vetillas y diseminaciones, que combinadas forman un yacimiento mineral de baja ley. A pesar de ser grande, no es posible explotar el yacimiento eficientemente con métodos tradicionales de minería subterránea, motivo por el cual se utiliza una operación de tajo abierto.
A fin de cuantificar las reservas de la mina, se perforaron aproximadamente 160.000 metros de hoyos. Sobre la base de los resultados de este amplio programa de perforación, se determinó que la mina contenía, 226 millones de toneladas métricas de reservas probadas y probables de sulfuros, con un 1,68 por ciento de zinc, un 0,53 por ciento de plomo y 51 gramos de plata por tonelada.

### Minería
La mina es explotada por el sistema de tajo abierto. El diseño y la planificación de la explotación minera fueron realizados por la firma Mineral Reserves Associates (MRA), usando el método de análisis del cono flotante.  En este momento, todos los trabajos de diseño y planificación se realizan en sitio.
La mena extraída del tajo abierto es transportada en camiones de 200 toneladas de capacidad hasta la planta de trituración y el material estéril se transporta y deposita en las áreas designadas para el almacenamiento de desmontes. Una vez triturada, la mena es llevada por medio de una correa transportadora de 1,7 kilómetros (1 milla) de longitud, hasta la planta de concentración.

### Producción
En 2016 incrementó la producción a 52.000Tn por día de concentrado de zinc-plata y de plomo-plata, para llegar a un volumen estimado de producción anual de 189.800.00 toneladas de concentrado.
Para ello, se movilizan diariamente 150.000 toneladas de roca, de las cuales 40.000 se envían a la planta de concentración para su tratamiento. La planta de concentración consta de una trituradora primaria, una correa transportadora de 1,7 kilómetros (1 milla) de largo, un circuito de molienda con un molino SAG (semi-autógeno), dos molinos de bolas, bancos de ciclones para la recirculación y clasificación por tamaño de la carga, un circuito de flotación diferencial donde se separan los dos tipos de concentrados y una planta de filtrado y secado.

## Logística

### Caminos
Se construyeron dos caminos de grava para facilitar el transporte de personal, materiales, insumos y maquinaria, tanto desde el interior de Bolivia como desde los puertos.
El primero, de Uyuni a la mina San Cristóbal, tiene una longitud de 100 kilómetros (≈ 62 millas) e incluye dos puentes sobre los ríos Colorado y Grande de Lípez.
El segundo camino vincula la mina con la estación ferroviaria de Abaroa en la frontera de Bolivia con Chile. Tiene una longitud de 135 kilómetros (≈ 84 millas), y a su vez, se conecta con el camino Ollagüe – Calama – Antofagasta.

### Ferrocarril
Para el transporte de los concentrados de zinc-plata y plomo-plata desde San Cristóbal hasta el mundo, se construyó una vía férrea con trocha de 1 metro de ancho y de 65 kilómetros (40 millas) de largo, que conecta la planta de concentración con la estación de Río Grande. En este punto se conecta con el ferrocarril Uyuni – Estación Abaroa – Mejillones.
La distancia total del transporte desde la planta de Toldos en San Cristóbal (Bolivia) al puerto de Mejillones (Chile) es aproximadamente 650 kilómetros (≈ 400 millas). El ferrocarril es el único medio de transporte para concentrado desde las instalaciones de producción hasta el puerto oceánico. Los concentrados de zinc-plata y plomo-plata producidos por MSC son transportados desde la planta hasta el puerto en contenedores metálicos cilíndricos sellados, cada uno con una capacidad estimada de 21 toneladas.
En un día promedio, la mina exporta aproximadamente 1.300 toneladas de concentrados de zinc-plata y 300 toneladas de concentrados de plomo-plata.

### Transporte aéreo
Seis kilómetros (≈ 3,7 millas) al sur de la planta de procesamiento de MSC hay una pista de aterrizaje privada que ofrece servicios de transporte aéreo para la mina.
La pista tiene una longitud de 2.400 metros (≈ 7.800 pies). Permite la operación de aviones ejecutivos y aeronaves grandes. Está equipada y autorizada para operaciones nocturnas en casos de emergencia.
MSC es el propietario y operador de la pista.

## Certificaciones
La firma TÜV Rheinland otorgó a la empresa cuatro certificaciones con las normas internacionales, las cuales son:
- ISO 9001 a la gestión de calidad de sus procesos .
- ISO 14001 a la gestión medioambiental.
- ISO 27001 por la seguridad de información.
- OHSAS 18001 a la gestión de seguridad y salud ocupacional.

Laboratorio Químico fue acreditado según la norma NB-ISO/IEC 17025, por demostrar la competencia técnica en la realización de los ensayos químicos para los lotes de exportación del mineral concentrados de zinc – plata y plomo – plata.
Certificación de Empresa Saludable con la norma nacional NB 512001, por buenas prácticas en la promoción de la salud en el trabajo.
En el área de aviación:
- IS BAO por las mejores prácticas en la operación aérea.
- Certificado de Organización de Mantenimiento Aprobada (OMA N°006) por realizar el mantenimiento a sus aeronaves en MSC.

La Aduana Nacional de Bolivia certificó a Minera San Cristóbal como Operador Económico Autorizado Importador y Exportador por su seguridad en la cadena logística.

## Publicaciones
| Portada                                             | Tipo de Documento          | Año de Publicación | Estándares |
| --------------------------------------------------- | -------------------------- | ------------------ | --- |
| Reporte de Sostenibilidad 2015 - Éxitos Compartidos | Memorias de Sostenibilidad | 2016               | Guía G4 - Guía para la Elaboración de Memorias de Sostenibilidad - y el Suplemento G4 para el Sector de Minería y Metales del Global Reporting Initiative (GRI) |
| Reporte de Sostenibilidad 2016 - Éxitos Compartidos | Memorias de Sostenibilidad | 2017               | Guía G4 - Guía para la Elaboración de Memorias de Sostenibilidad - y el Suplemento G4 para el Sector de Minería y Metales del Global Reporting Initiative (GRI) |
|                                                     |                            |                    | |

## Relaciones Comunitarias
En el marco de la ley de la responsabilidad social y esfuerzos comunitarios, se construyó un nuevo pueblo de San Cristóbal y se reubicó su iglesia histórica.  La comunidad nueva cuenta con mejoras en su infraestructura, la población tiene acceso a servicios de electricidad, agua y saneamiento.

### Traslado del Pueblo
En 1998, empezaron las negociaciones con la población local para trasladar el pueblo. El pueblo se encontraba en un área cercana a importantes yacimientos mineros.
Se conformó una Comisión de Traslado del Pueblo que viajó a las ciudades cercanas de Quechisla, Tupiza y Uyuni para estudiar sus estilos arquitectónicos y hablar con líderes comunitarios sobre el traslado del pueblo y la iglesia de San Cristóbal.  La empresa presentó una propuesta a la población de San Cristóbal, que dio sus comentarios y sugirió revisiones.
En fecha 9 de junio de 1998, se firmó el Acuerdo de Traslado del Pueblo. Este documento fue ratificado por el Prefecto de Potosí y el presidente del Comité Cívico de Potosí (COMCIPO).  Asimismo, fue homologado por el Viceministerio de Minería, el alcalde municipal y el Agente Municipal.
Para asegurar transparencia, calidad y eficiencia, todos los trabajos de construcción fueron supervisados por una empresa constructora independiente.  Todos los actores comunitarios tenían un papel en el proceso de planificación y desarrollo.
El pueblo nuevo de San Cristóbal fue inaugurado oficialmente con una ceremonia especial el 9 de junio de 1999. La comunidad nueva tiene un hospital, una capilla, una escuela, una casa de gobierno, campos deportivos y de atletismo, 145 viviendas, caminos, instalaciones de servicios básicos.
Poco tiempo después de ser poblado el pueblo nuevo, los derechos mineros fueron transferidos a una empresa nueva: Minera San Cristóbal.

### Traslado de la iglesia
La iglesia colonial del pueblo boliviano de San Cristóbal fue declarada Monumento Nacional de la Nación en diciembre de 1967.  Aunque no se tienen datos exactos sobre la fecha de su construcción, ya se la menciona en las crónicas del siglo XVI.
En 1998, la empresa se reunió con la comunidad de San Cristóbal para reubicar el pueblo a una distancia segura del lugar donde estaban por comenzar las operaciones mineras. La empresa invirtió más de USD 400.000 para asegurar que el traslado se haga con seguridad y sin incidentes. En el traslado, se siguieron normas internacionales y las tradiciones para trasladar estructuras religiosas con la debida reverencia y cuidado. Se consultó a líderes religiosos locales y regionales quienes contribuyeron significativamente al proceso para trasladar la iglesia.